# 小行星1964
小行星1964（1964 Luyten）是一個位在小行星帶的小行星。於1960年9月24日被科内利斯·約翰內斯·萬·豪敦、湯姆·赫雷爾斯和英格麗·萬·豪敦-格勒內費爾德發現於帕洛马山天文台。
該小行星以荷蘭裔美國天文學家威廉·雅各·魯坦命名。

## 外部連結
- JPL Small-Body Database Browser on 1964 Luyten

| 前一小行星： 1963 Bezovec | 小行星列表 | 後一小行星： 1965 van de Kamp |